# تندیس زرین
تندیس زرین نام جایزهٔ جشن سینمای ایران است که هر ساله در کشور ایران برگزار می‌شود. این تندیس به برگزیدگان بخش‌های بهترین بازیگر نقش اول مرد، بهترین بازیگر نقش اول زن، بهترین فیلم، بهترین کارگردانی، بهترین فیلمنامه، بهترین بازیگر نقش مکمل مرد، بهترین بازیگر نقش مکمل زن، بهترین موسیقی متن، بهترین طراحی صحنه و لباس، بهترین صدابرداری، بهترین چهره پردازی، بهترین صداگذاری و میکس، بهترین فیلمبرداری، بهترین تدوین، بهترین جلوه‌های ویژه، فیلم منتخب انجمن نویسندگان و منتقدان و بهترین عکس اهدا می‌شود.